# Hryhorij Jemeć
Hryhorij Petrowycz Jemeć (ukr. Григорій Петрович Ємець, ur. 8 października 1957 w Krzywym Rogu) – ukraiński lekkoatleta, trójskoczek, medalista halowych mistrzostw Europy. Podczas swojej kariery reprezentował Związek Radziecki.

## Kariera sportowa
Zwyciężył w trójskoku na halowych mistrzostwach Europy w 1984 w Göteborgu, wyprzedzając Vlastimila Mařinca z Czechosłowacji i Bélę Bakosiego z Węgier. Ustanowił wówczas halowy rekord Europy wynikiem 17,33 m.
Nie wziął udziału w igrzyskach olimpijskich w 1984 w Los Angeles z powodu ich bojkotu przez Związek Radziecki. Wystąpił w zawodach Przyjaźń-84, zorganizowanych w Moskwie dla lekkoatletów z państw bojkotujących igrzyska olimpijskie. Zajął 8. miejsce w trójskoku.
Rekordy życiowe:
- trójskok – 17,30 m (9 września 1984, Donieck)
- trójskok (hala) – 17,33 m (3 marca 1984, Göteborg)